# Cirsium montanum
Espèce
Classification phylogénétique
Cirsium montanum, le cirse des montagnes, est une espèce de plante à fleurs appartenant au genre Cirsium et à la famille des Asteraceae (Composées).

## Description

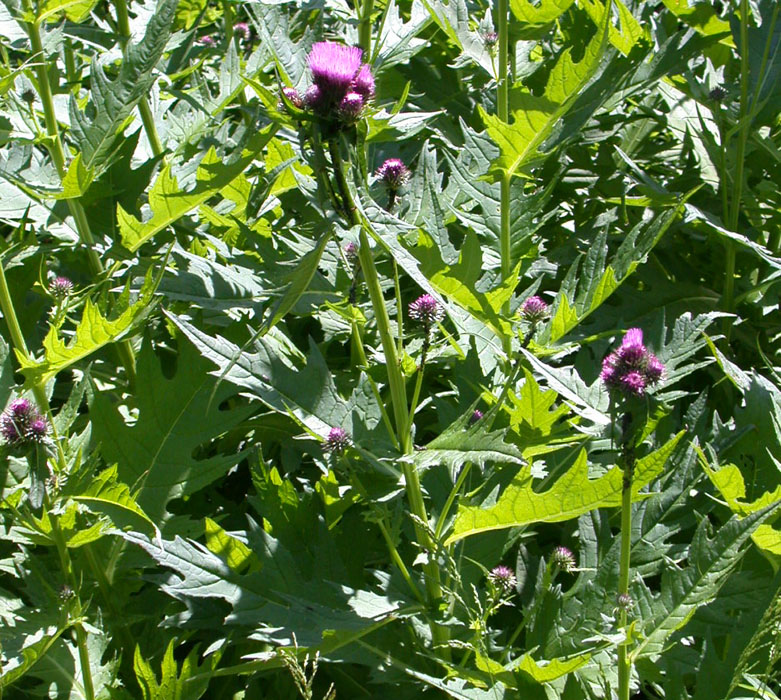
feuilles

C'est une plante vivace.

## Habitat
Ce cirse pousse dans les lieux frais et humides aux étages montagnard et subalpin.

## Statut de protection
En France, cette espèce est protégée sur l'ensemble du territoire métropolitain.
En Suisse, elle figure sur la liste rouge des plantes.